# Tác phẩm điêu khắc Samson và Hercules
Tác phẩm điêu khắc Samson và Hercules  là một cặp tượng Atlantes bằng gỗ sồi của nhân vật Samson trong Kinh thánh và anh hùng Hercules của La Mã, được chạm khắc lần đầu vào năm 1657 và đặt tại Nhà Samson và Hercules ở Tombland, Norwich. Tượng Samson gốc hiện đang được trưng bày tại Bảo tàng Norwich tại Bridewell, và tượng Hercules gốc đã bị thất lạc.

## Lịch sử
Hai bức tượng Samson và Hercules ban đầu được Thị trưởng Norwich Christopher Jay đặt hàng vào năm 1657 để đặt bên ngoài ngôi nhà mới của ông ở Tombland, Norwich. Tượng Samson được chạm khắc từ một thân cây sồi duy nhất.
Hai bức tượng được chuyển đến sân sau của tòa nhà vào năm 1789, nhưng được đặt lại ở cửa trước vào năm 1890, thời điểm đó bức tượng Hercules gốc đã bị hư hỏng nặng và được thay thế bằng một bản sao. Từ năm 1934 đến năm 2003, tòa nhà được sử dụng làm phòng khiêu vũ và sau đó là hộp đêm. Nơi này được đặt tên là Nhà Samson và Hercules trong Thế chiến thứ hai, nhưng sau đó được đổi tên thành Ritzy's vào năm 1983.

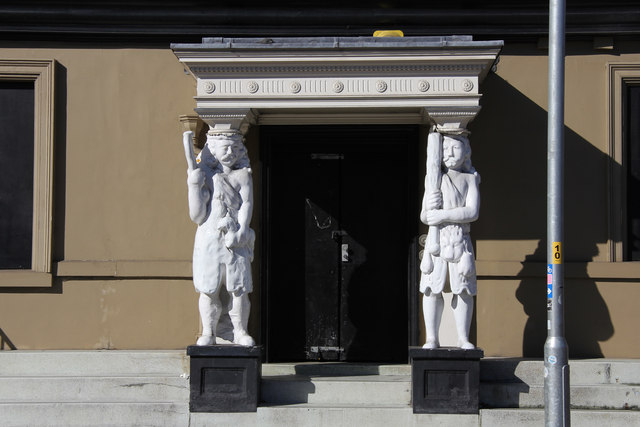
Bản sao bằng sợi thủy tinh của các tác phẩm điêu khắc Samson (trái) và Hercules (phải), tại lối vào của Nhà Samson và Hercules vào năm 2013

Vào mùa hè năm 1992, cánh tay phải của tượng Samson rơi ra, khiến Dịch vụ Bảo tàng Norfolk (NMS) phải gỡ bỏ hai bức tượng. Chúng được thay thế tại địa điểm tổ chức bằng các bản sao bằng sợi thủy tinh vào năm 1998. Những bản sao này đã được sơn màu đỏ khi ngôi nhà trở thành nhà hàng tôm hùm, và được sơn các màu khác trong những năm sau đó.
Công ty bảo tồn Plowden & Smith được NMS ủy quyền vào năm 2014, và giám sát quá trình kéo dài 4 năm để loại bỏ 60 lớp sơn chì đã tích tụ trên tác phẩm điêu khắc, nặng 28 kilôgam (62 lb). Ngoài việc loại bỏ sơn, nấm mốc tích tụ trên đầu tác phẩm điêu khắc, cũng như "sự mục nát nghiêm trọng và lan rộng" và độ mềm của gỗ do thiệt hại do nước, đã được xử lý bằng chất kết dính dạng lỏng và một phần thân bị mất đã được lấp đầy bằng sợi cellulose. Chi phí xử lý là 32.000 bảng Anh và được đề cử cho hạng mục "dự án trùng tu tốt nhất của năm" tại Triển lãm Bảo tàng + Di sản sau khi hoàn thành vào năm 2019.
Mặc dù đã được phục hồi, tác phẩm điêu khắc vẫn chưa thể trưng bày vì độ dễ vỡ của nó. Năm 2018, Bảo tàng Norwich tại Bridewell đã bắt đầu một chiến dịch gây quỹ có tên Saving Samson, để tài trợ cho một tủ trưng bày cho tác phẩm điêu khắc, và đã huy động được 15.000 bảng Anh cần thiết để mua một chiếc tủ kính điều khiển môi trường đặt làm riêng. Tác phẩm điêu khắc đã được ra mắt tại bảo tàng vào tháng 4 năm 2019.